# Catherine Fleury-Vachon
Catherine Dominique Marie-Christine Fleury-Vachon (Parijs, 18 juni 1966) is een voormalig Frans judoka. Fleury-Vachon won in 1989 zowel de Europese als de wereldtitel in haar gewichtsklasse. Fleury-Vachon nam tweemaal deel aan de Olympische Zomerspelen en won in 1992 de gouden medaille tijdens de spelen van Barcelona.

## Resultaten
- Europese kampioenschappen judo 1989 in Helsinki  in het halfmiddengewicht
- Wereldkampioenschappen judo 1989 in Belgrado  in het halfmiddengewicht
- Wereldkampioenschappen judo 1991 in Barcelona  in het halfmiddengewicht
- Olympische Zomerspelen 1992 in Barcelona  in het halfmiddengewicht
- Europese kampioenschappen judo 1993 in Athene  in het halfmiddengewicht
- Europese kampioenschappen judo 1995 in Birmingham  in het halfmiddengewicht
- Wereldkampioenschappen judo 1995 in Chiba  in het halfmiddengewicht
- Europese kampioenschappen judo 1996 in Den Haag  in het halfmiddengewicht
- Olympische Zomerspelen 1996 in Atlanta 13e in het halfmiddengewicht

1992: Catherine Fleury-Vachon ·
1996: Yuko Emoto ·
2000: Séverine Vandenhende ·
2004: Ayumi Tanimoto ·
2008: Ayumi Tanimoto · 
2012: Urška Žolnir · 
2016: Tina Trstenjak · 
2020: Clarisse Agbegnenou · 
2024: Andreja Leški